# Bangko Mukti
Bangko Mukti is een bestuurslaag in het regentschap Rokan Hilir van de provincie Riau, Indonesië. Bangko Mukti telt 1894 inwoners (volkstelling 2010).